# إكليميوكس
إكليميوكس (بالفرنسية: Éclimeux)‏ هي بلدية تقع في إقليم باد كاليه من منطقة نور با دو كاليه في شمال فرنسا. تبلغ مساحة هذه المدينة 6.03 (كم²)، وترتفع عن سطح البحر 116 م، يبلغ عدد سكانها 162 نسمة حسب إحصاء المعهد الوطني للإحصاء والدراسات الاقتصادية سنة 2009 م. وترأس Roger Pollet البلدية خلال فترة (2001-2008).